# 5-Methyl-2-thiouracil
5-Methyl-2-thiouracil ist eine chemische Verbindung aus der Gruppe der Uracile.

## Gewinnung und Darstellung
5-Methyl-2-thiouracil kann durch Formylierung von Ethylpropionat mit Ethylformiat in Gegenwart von Natriummetall synthetisiert werden. Das entstehende Ethyl-2-formylpropionat wird dann mit Thioharnstoff zu 5-Methyl-2-thiouracil cyclokondensiert.

## Eigenschaften
5-Methyl-2-thiouracil ist ein weißes bis fast weißes, kristalles Pulver. Die Verbindung besitzt eine monokline Kristallstruktur mit der Raumgruppe P21/c (Raumgruppen-Nr. 14). 5-Methyl-2-thiouracil unterliegt einer S-Alkylierung, wenn es mit einigen Halogenverbindungen wie Methyl- und Ethyliodid behandelt wird.

## Externe Links zu erwähnten Verbindungen
1. ↑  Externe Identifikatoren von bzw. Datenbank-Links zu Ethyl-2-formylpropionat:  CAS-Nr.: 27772-62-9, PubChem: 10898741, ChemSpider: 9074001, Wikidata: Q82266404.